# Ixora tunicata
Ixora tunicata är en måreväxtart som beskrevs av Cornelis Eliza Bertus Bremekamp. Ixora tunicata ingår i släktet Ixora och familjen måreväxter. Inga underarter finns listade i Catalogue of Life.